# Gustaf Håkansson

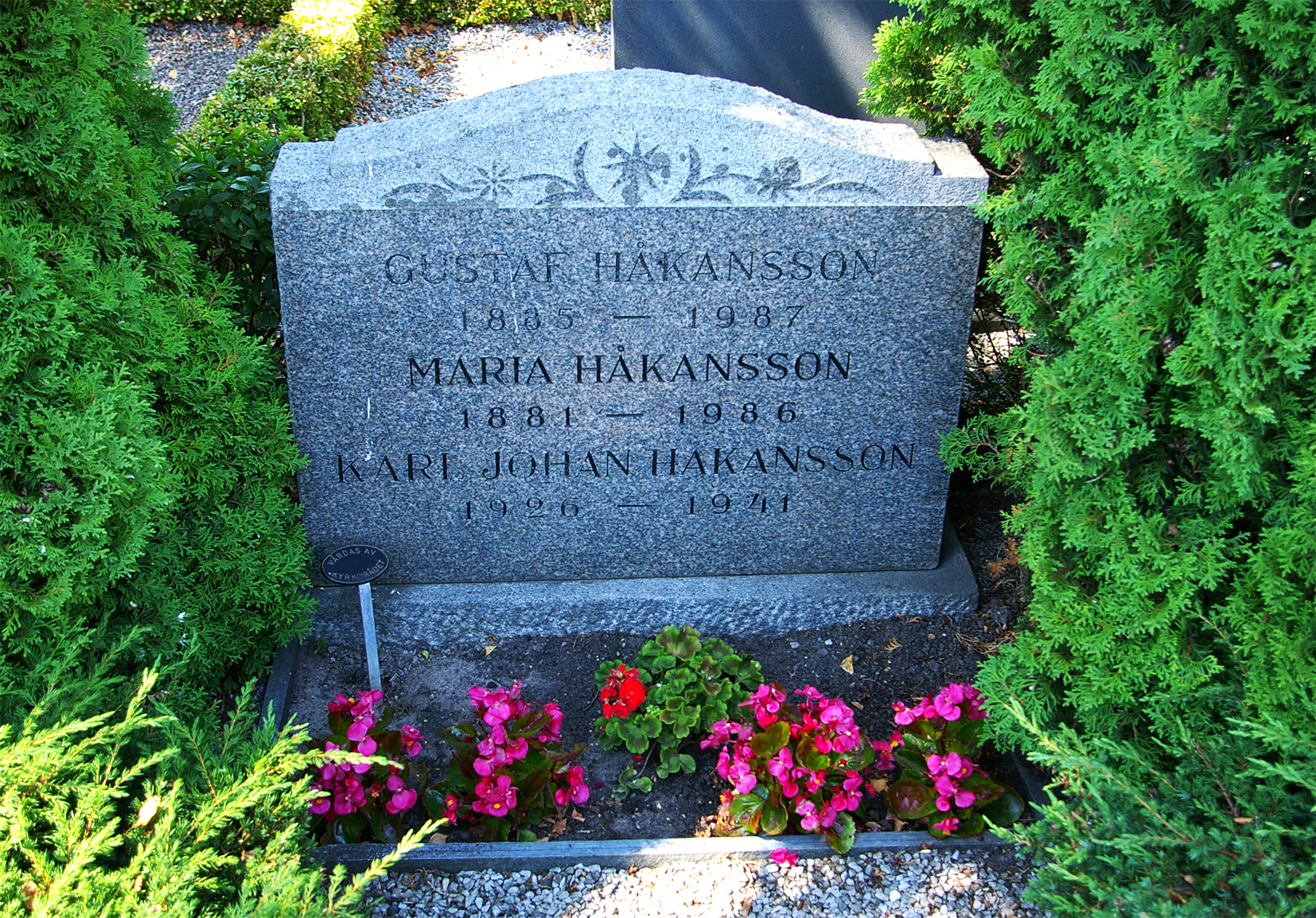
Paret Håkanssons gravsten på norra delen av Kvistofta kyrkogård.

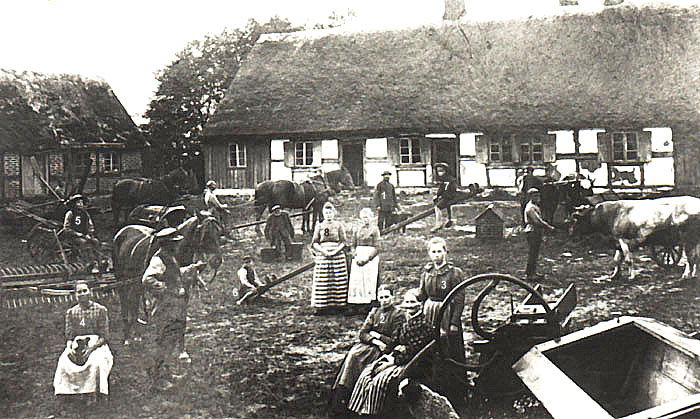
Dösjöholm 1894. Stålfarfar Nils Gustav (9 år) till vänster på gungbrädan, pappa Nils (1) och mamma Johanna (2) och barnen Alma Betty (3), Helga (4), Håkan (5), Olga Karolina (7). Barnen Karl-Johan och Olga Johanna saknas.

Nils Gustav Håkansson (Gustaf Håkansson), född 15 oktober 1885 i Helsingborgs stadsförsamling, död 9 juni 1987 på Ekerö i Stockholms län, blev rikskänd som Stålfarfar vid 65 års ålder i samband med cykeltävlingen Sverigeloppet i juli 1951.

## Biografi

### Uppväxt och cykelintresse
Gustav Håkansson växte upp på gården Västra Karaby 21, Dösjebro, 1 km väster om Västra Karaby i nuvarande Kävlinge kommun med föräldrarna Nils och Johanna Håkansson samt sex syskon. Familjen innehade gården åren 1886–1904.
Håkansson var som vuxen bosatt i Gantofta i Helsingborgs kommun där han drev åkeriverksamhet, medan hustrun Maria hade en kaférörelse. Han var en "krutgubbe" och hade redan 1927, vid 42 års ålder, besegrat de svenska fjällen per cykel.

### Sverigeloppet ("Stålfarfar")
År 1951, vid nästan 66 års ålder, cyklade Håkansson utom tävlan Sverigeloppet från Haparanda till Ystad. På grund av hans höga ålder hade tävlingsledningen vägrat honom att delta (åldersgränsen var 40 år) men han ställde ändå upp och startade från Haparanda en minut efter siste tävlande. Sverigeloppet kördes i etapper 1–8 juli, och medan de tävlande sov cyklade Håkansson upp till tre dygn i sträck. Under tävlingen presenterades han som "Stålfarfar" efter en vid den här tiden populär seriefigur. Det var ett namn som följt honom sedan slutet av 1940-talet, och på den egentillverkade nummerlappen hade han skrivit en stor nolla. Håkansson fick stor uppmärksamhet i tidningarna och blev en rikskändis när hela svenska folket följde hans färd genom landet.
I Söderhamn, efter 78 mils körning, bad polisen honom att låta läkarundersöka sig och det visade att Håkansson var vid god vigör. Efter 6 dagar, 14 timmar och 20 minuter kom han till Ystad – 24 timmar före de tävlande. Där spelade brandkårens paradorkester och Håkansson blev buren i gullstol. Dagen efter fick han möta kungen.
Håkansson fick därefter betalt för att ställa upp i annonser och han turnerade länge i landets folkparker och ålderdomshem med sina andliga sånger som också spelades in flera gånger. Han satte publikrekord på Liseberg och har kallats "världens äldste grammofonartist".

### De senare åren, familj
År 1959 cyklade Håkansson till Jerusalem för att besöka de heliga platserna. Sina sista cykelturer gjorde han efter att han fyllt 100 år. Gustaf Håkansson gifte sig 1908 med Maria (1881–1986). Äktenskapet varade i nästan 78 år.
Hustrun Maria avled 1986, nästan 105. Stålfarfar själv blev nära 102 år gammal. Paret Håkansson vilar på Kvistofta kyrkogård tillsammans med en tidigt förolyckad son.

## Utställning
På Johannamuseet i Skurup finns en permanent utställning över "Stålfarfar".

## Diskografi
- 1976: Stålfarfar sjunger. FALK 7602 (EP)
- 1976: Stålfarfar sjunger. FALK 7603 (EP)
- 1981: Pälle Näver läser och sjunger egna dikter/Stålfarfar sjunger. FALK 8103 (LP, MC)
- 1983: Barnatro med Stålfarfar. FALK 8302 (LP, MC)
- 1984: Stålfarfar min barndoms jul. FALK 8410 (LP, MC)
- 1985: Stålfarfar hundra år. FALK 8515 (LP, MC)